# سیراکیوز (یوتا)
سیراکیوز (به انگلیسی: Syracuse) شهری در ایالت یوتا کشور ایالات متحده آمریکا است که جمعیت آن در سرشماری سال ۲۰۱۰ میلادی، ۲۴٬۳۳۱ نفر بوده‌است.